# Snösländor
Snösländor (Boreidae) är en familj av näbbsländor, som innehåller omkring 30 arter, alla i den norra hemisfären. I Sverige finns två arter.

## Kännetecken
Dessa insekter är små, oftast bara 6 millimeter eller mindre, med en ganska kompakt kropp. Vingarna är på de flesta arter starkt tillbakabildade, på vissa kan de se ut att saknas helt. Snösländor är därför dåliga flygare och förflyttar sig istället genom att hoppa eller gå. 

## Systematik
- släktet Boreus - Latreille, 1816
  - Boreus beybienkoi
  - Boreus borealis
  - Boreus brumalis
  - Boreus californicus
  - Boreus chadzhigireji
  - Boreus coloradensis
  - Boreus elegans
  - Boreus hyemalis - snöslända
  - Boreus intermedius
  - Boreus jacutensis
  - Boreus jezoensis
  - Boreus kratochvili
  - Boreus lokayi
  - Boreus navasi
  - Boreus nivoriundus
  - Boreus nix
  - Boreus orientalis
  - Boreus pilosus
  - Boreus reductus
  - Boreus semenovi
  - Boreus sjoestedti
  - Boreus tardokijanensis
  - Boreus vlasovi
  - Boreus westwoodi
- släktet Caurinus - Russell, 1979
  - Caurinus dectes
- släktet Hesperoboreus - Penny, 1977
  - Hesperoboreus brevicaudus
  - Hesperoboreus notoperates

## Levnadssätt
Snösländor är vinteraktiva och kan under vintern ofta ses uppe på snön. Det är det som har gett familjen dess namn. De vuxna insekterna, imago, parar sig på vintern. Honorna lägger ägg som kläcks till larver, vilka utvecklas under sommaren och vanligtvis livnär sig på mossa. Larverna förpuppar sig och sent på hösten kläcks nästa generation färdigbildade snösländor.